# Маунт-Морія
Маунт-Морія (англ. Mount Moriah) — містечко в Канаді, у провінції Ньюфаундленд і Лабрадор.

## Населення
За даними перепису 2016 року, містечко нараховувало 746 осіб, показавши скорочення на 5,0%, порівняно з 2011-м роком. Середня густина населення становила 47,5 осіб/км².
З офіційних мов обидвома одночасно володіли 20 жителів, тільки англійською — 730. Усього 5 осіб вважали рідною мовою не одну з офіційних.
Працездатне населення становило 63,4% усього населення, рівень безробіття — 22,9% (34,1% серед чоловіків та 12,2% серед жінок). 97,6% осіб були найманими працівниками, а 0% — самозайнятими.
Середній дохід на особу становив $36 908 (медіана $31 040), при цьому для чоловіків — $44 677, а для жінок $28 922 (медіани — $36 309 та $26 304 відповідно).
27,5% мешканців мали закінчену шкільну освіту, не мали закінченої шкільної освіти — 24,4%, 48,1% мали післяшкільну освіту, з яких 9,5% мали диплом бакалавра, або вищий.
| Статево-вікова структура населення | Статево-вікова структура населення | Статево-вікова структура населення | Статево-вікова структура населення | Статево-вікова структура населення |
| ---------------------------------- | ---------------------------------- | ---------------------------------- | ---------------------------------- | ---------------------------------- |
|                                    |                                    |                                    |                                    |                                    |
| Всього                             | Всього                             | 49,0%51,0%                         |                                    |                                    |
| 0 — 14 років                       | 0 — 14 років                       |                                    | 14,1%                              | 14,1%                              |
| 15 — 64 років                      | 15 — 64 років                      |                                    | 69,1%                              | 69,1%                              |
| 65 і більше                        | 65 і більше                        |                                    | 16,8%                              | 16,8%                              |
| 85 і більше                        | 85 і більше                        |                                    | 0,7%                               | 0,7%                               |
| Середній вік (років)               | Середній вік (років)               | 43,443,2                           | 43,3                               | 43,3                               |
| Медіана (років)                    | Медіана (років)                    | 45,945,8                           | 45,9                               | 45,9                               |
| — чоловіки — жінки                 |                                    |                                    |                                    |                                    |

| Походження мешканців:     | Походження мешканців:     | Походження мешканців: | Походження мешканців: | Походження мешканців: |
| ------------------------- | ------------------------- | --------------------- | --------------------- | --------------------- |
| Походження                |                           |                       | осіб                  | %                     |
| Корінні американці        | Корінні американці        |                       | 250                   | 33.56%                |
| Інше північноамериканське | Інше північноамериканське |                       | 425                   | 57.05%                |
| Європейське               | Європейське               |                       | 360                   | 48.32%                |
| британське                | британське                |                       | 345                   | 46.31%                |
| французьке                | французьке                |                       | 40                    | 5.37%                 |
| Азійське                  | Азійське                  |                       | 15                    | 2.01%                 |

| Зайнятість населення за галузями (за класифікацією NOC): | Зайнятість населення за галузями (за класифікацією NOC): | Зайнятість населення за галузями (за класифікацією NOC): | Зайнятість населення за галузями (за класифікацією NOC): | Зайнятість населення за галузями (за класифікацією NOC): |
| -------------------------------------------------------- | -------------------------------------------------------- | -------------------------------------------------------- | -------------------------------------------------------- | -------------------------------------------------------- |
|                                                          |                                                          |                                                          |                                                          |                                                          |
| Управління                                               | Управління                                               |                                                          | 4,9%                                                     | 4,9%                                                     |
| Бізнес, фінанси та адміністрування                       | Бізнес, фінанси та адміністрування                       |                                                          | 13,6%                                                    | 13,6%                                                    |
| Природничі та прикладні науки                            | Природничі та прикладні науки                            |                                                          | 3,7%                                                     | 3,7%                                                     |
| Охорона здоров'я                                         | Охорона здоров'я                                         |                                                          | 7,4%                                                     | 7,4%                                                     |
| Освіта, правозахист, муніципальні та урядові служби      | Освіта, правозахист, муніципальні та урядові служби      |                                                          | 6,2%                                                     | 6,2%                                                     |
| Роздрібна торгівля та послуги                            | Роздрібна торгівля та послуги                            |                                                          | 28,4%                                                    | 28,4%                                                    |
| Гуртова торгівля, транспорт та обладнання                | Гуртова торгівля, транспорт та обладнання                |                                                          | 24,7%                                                    | 24,7%                                                    |
| Природні ресурси, сільське господарство                  | Природні ресурси, сільське господарство                  |                                                          | 2,5%                                                     | 2,5%                                                     |
| Виробництво                                              | Виробництво                                              |                                                          | 7,4%                                                     | 7,4%                                                     |

## Клімат
Середня річна температура становить 3,2°C, середня максимальна – 19,1°C, а середня мінімальна – -14°C. Середня річна кількість опадів – 1 347 мм.
| Клімат поселення                              | Клімат поселення | Клімат поселення | Клімат поселення | Клімат поселення | Клімат поселення | Клімат поселення | Клімат поселення | Клімат поселення | Клімат поселення | Клімат поселення | Клімат поселення | Клімат поселення | Клімат поселення |
| Показник                                      | Січ.             | Лют.             | Бер.             | Квіт.            | Трав.            | Черв.            | Лип.             | Серп.            | Вер.             | Жовт.            | Лист.            | Груд.            |                  |
| Середній максимум, °C                         | −2,99            | −3,89            | −0,08            | 5,21             | 10,70            | 16,38            | 19,08            | 18,86            | 14,03            | 8,56             | 3,29             | −1,95            |                  |
| Середня температура, °C                       | −8,03            | −8,94            | −5,12            | 0,18             | 5,64             | 11,34            | 15,94            | 15,72            | 10,89            | 5,41             | 0,15             | −5,12            |                  |
| Середній мінімум, °C                          | −13,08           | −13,98           | −10,16           | −4,86            | 0,61             | 6,28             | 12,77            | 12,56            | 7,73             | 2,26             | −3,02            | −8,28            |                  |
| Норма опадів, мм                              | 137              | 97               | 82               | 68               | 89               | 103              | 106              | 124              | 132              | 135              | 136              | 138              |                  |
| Середньомісячна швидкість вітру, м/с          | 5.10             | 4.84             | 4.90             | 4.70             | 4.23             | 4.03             | 3.69             | 3.80             | 4.15             | 4.34             | 4.62             | 4.86             |                  |
| Середньомісячна сонячна радіація, кДж/м²·день | 3616             | 6572             | 10812            | 14513            | 17683            | 19285            | 18608            | 15837            | 11637            | 6964             | 3774             | 2713             |                  |
| --------------------------------------------- | ---------------- | ---------------- | ---------------- | ---------------- | ---------------- | ---------------- | ---------------- | ---------------- | ---------------- | ---------------- | ---------------- | ---------------- | ---------------- |
| Джерело:                                      |                  |                  |                  |                  |                  |                  |                  |                  |                  |                  |                  |                  |                  |